# Pavenčiai

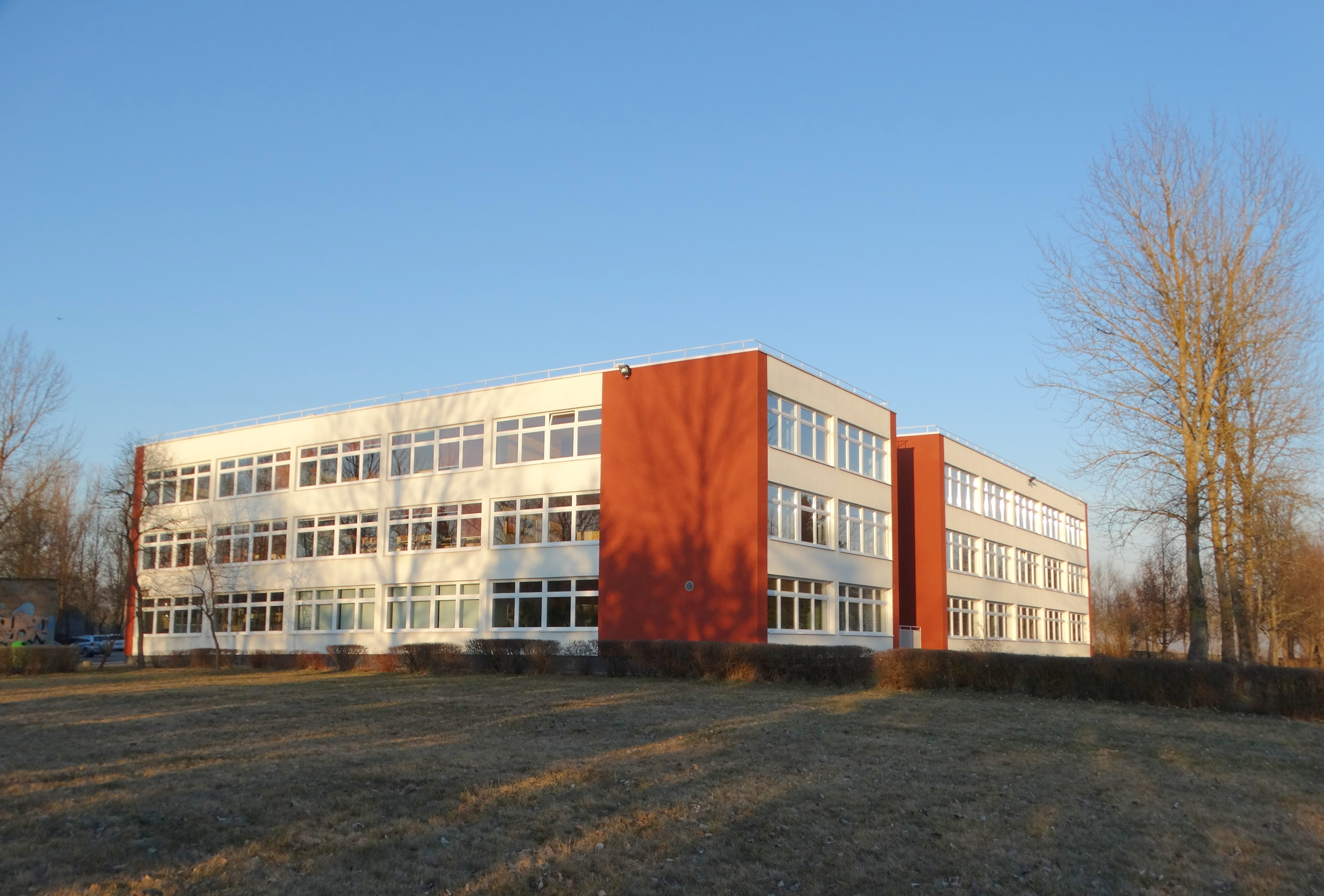
Schule

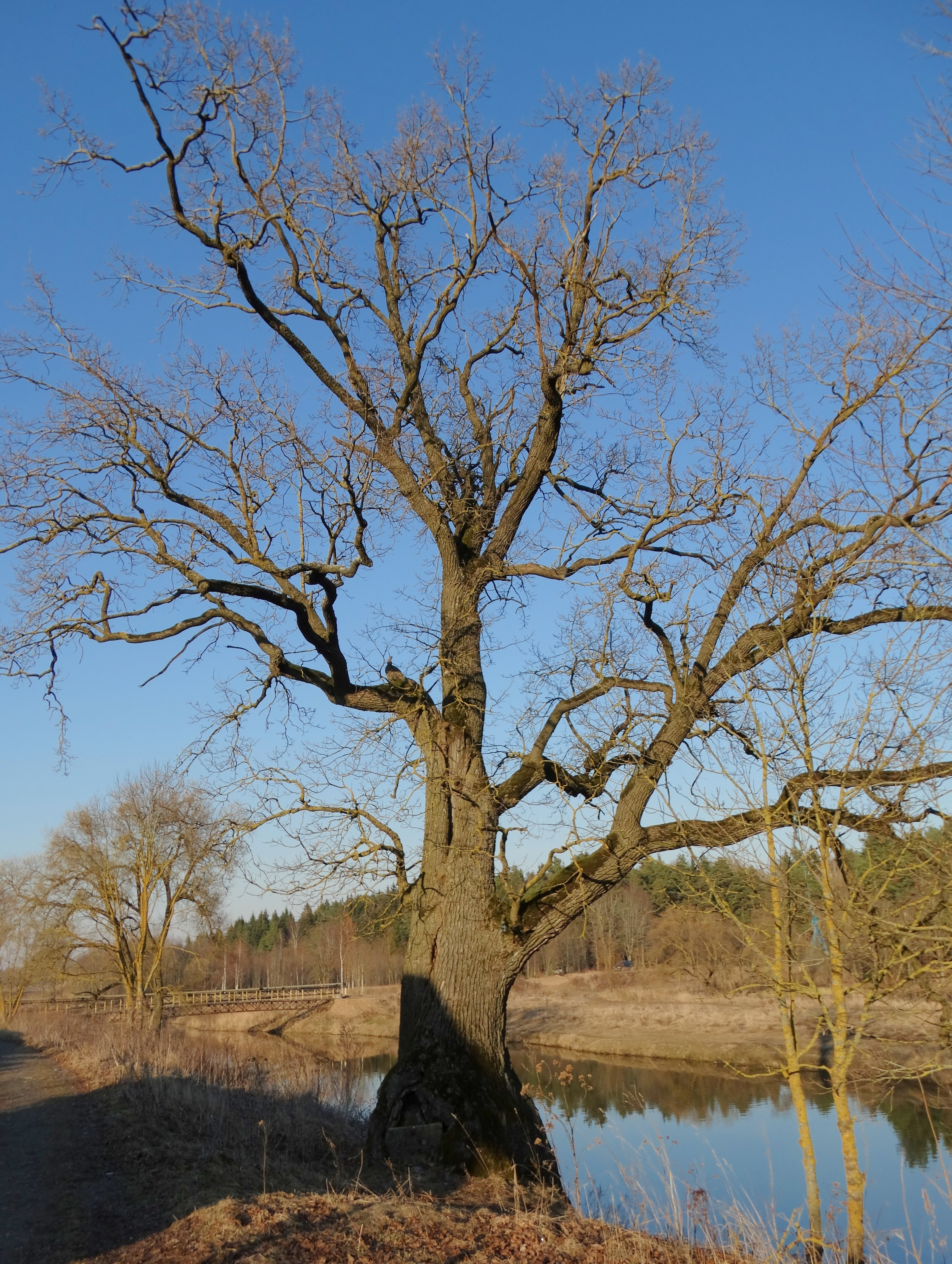
Pavenčiai-Eiche, ein Naturdenkmal

Pavenčiai ist der südliche Teil der litauischen Stadt Kuršėnai der Rajongemeinde Šiauliai am linken Ufer der Venta, ehemaliges Dorf in Niederlitauen.

## Geschichte
Der Ort ist mindestens ab dem 18. Jahrhundert bekannt. Die Ältenschaft Pavenčiai wurde ab 1703 von Pranciškus Vladislovas Nagurskis (poln. Nagórski) verwaltet.
Seit 1926 gibt es einen Bahnhof. 1935 gründete man eine Zuckerfabrik. Von 1974 bis 2012 gab es eine Mittelschule (mit Abitur). Die Pavenčiai-Eiche und Milvydai-Eiche sind geschützt. Von 1950 bis 1955 war der Ort ein Teil von Micaičiai. Im Jahr 1955  wurde das Dorf mit der Stadt Kuršėnai verbunden.

## Zuckerfabrik
im Jahr 1935 hier wurde eine Zuckerfabrik in Betrieb genommen. Sie  produzierte Feinzucker und ab 1938 auch Stückenzucker (einzige Produktionsstelle aus allen litauischen Zuckerfabriken). 1985 gab es im sowjetischen Zuckerkombinat 920 Mitarbeiter.  1998 wurde die Fabrik wurde  privatisiert. 2003  wurde 50 % der Anteile von der dänischen Firma Danisco Sugar gehalten.  1999 wurde die Fabrik zur Filiale von AB „Panevėžio cukrus“.

## Personen
- Mindaugas Liutvinskas (* 1992), Beamter und Politiker, Vizeminister, stellvertretender Finanzminister Litauens
- Eduardas Jonas Monkevičius (* 1938), Richter, Agrarrechtler, Professor